# 임정화
임정화(任貞化, 1986년 12월 7일~)는 대한민국의 역도 선수이다. 2008년 하계 올림픽 여자 역도 -48kg급에서 4위를 기록했으나 메달리스트들의 도핑 적발로 인해 2위에 올라 메달을 받았다.